# Harrison Ford
Harrison Ford (Chicago, 13. srpnja 1942.), američki filmski glumac. Svjetsku slavu stekao je ulogama Hana Soloa u Zvjezdanim ratovima redatelja Georgea Lucasa i Indiane Jonesa u istoimenom serijalu.
Na početku karijere pojavio se manjim ulogama u poznatim filmovima Američkim grafitima (1973.) s Robertom Duvallom i Apokalipsi danas (1979.) uz Marlona Branda i Martina Sheena. Ostvario je i zapaženu glavnu ulogu istražitelja Ricka Deckarda u danas kultnom filmu Ridleyja Scotta Istrebljivač (1982.).
Ford se već desetljećima nalazi u vrhu holivudske A produkcije. Časopis Empire svrstao ga je 1997. godine na popis "100 najvećih filmskih zvijezda svih vremana".

## Životopis
Rodio se u Chicagu u obitelji oca, irskog podrijetla i majke, rusko-židovskog podrijetla. Nije bio osobit učenik. Nakon napuštanja škole odlučio se za glumačku karijeru. Suočen s početnim glumačkim neuspjesima, počeo je raditi kao stolar. Međutim, 1973. godine opet se okušao na velikom platnu, u filmu Američki grafiti, a četiri godine kasnije ostvario je nezaboravnu ulogu šarmantnog krijumčara u kultnom znanstveno-fantastičnom filmu Zvjezdani ratovi IV: Nova nada. Novi val popularnosti stekao je 1981. godine izvedbom arheologa i pustolova Indiane Jonesa u filmu Otimači izgubljenog kovčega. Krajem 1970-ih i tijekom 1980-ih godina učvrstio je status akcijskog junaka repriziravši uloge Hana Soloa i Indiane Jonesa u nastavcima Zvjezdanih ratova i serijala Indiana Jones.
Godine 1985. primio je Zlatni globus za film Svjedok (1985.), a početkom 1990-ih nastavlja nizati kino-uspješnice (Patriotske igre, 1992., Bjegunac, 1993., Neposredna opasnost, 1994. i Air Force One, 1997.).

## Odabrana filmografija
| Godina | Film                                                | Uloga                               | Bilješke                                                                           |
| ------ | --------------------------------------------------- | ----------------------------------- | ---------------------------------------------------------------------------------- |
| 1973.  | Američki grafiti                                    | Bob Falfa                           |                                                                                    |
| 1974.  | Prisluškivanje                                      | Martin Stett                        |                                                                                    |
| 1977.  | Zvjezdani ratovi, Epizoda 4: Nova nada              | Han Solo                            | 1. dio Zvjezdanih ratova                                                           |
| 1977.  | Heroes                                              | Ken Boyd                            |                                                                                    |
| 1978.  | Sila s Navaronea                                    | pukovnik Mike Barnsby               |                                                                                    |
| 1979.  | Hanover Street                                      | David Halloran                      |                                                                                    |
| 1979.  | The Frisco Kid                                      | Tommy Lillard                       |                                                                                    |
| 1979.  | Apokalipsa danas                                    | pukovnik Lucas                      |                                                                                    |
| 1979.  | More American Graffiti                              | časnik Bob Falfa (nepotpisan)       |                                                                                    |
| 1980.  | Zvjezdani ratovi, Epizoda 5: Carstvo uzvraća udarac | Han Solo                            | 2. dio Zvjezdanih ratova                                                           |
| 1981.  | Otimači izgubljenog kovčega                         | Indiana Jones                       | Nagrada Saturn za najboljeg glumca                                                 |
| 1982.  | Istrebljivač                                        | Rick Deckard                        |                                                                                    |
| 1983.  | Zvjezdani ratovi, Epizoda 6: Povratak Jedija        | Han Solo                            | 3. dio Zvjezdanih ratova                                                           |
| 1984.  | Indiana Jones i ukleti hram                         | Indiana Jones                       | nominacija za nagradu Saturn                                                       |
| 1985.  | Svjedok                                             | det. John Book                      | nagrada Kansas City Film Critics Circle Award nominacije Oskar BAFTA Zlatni globus |
| 1986.  | Obala komaraca                                      | Allie Fox                           | nominacija za Zlatni globus                                                        |
| 1988.  | Frantic                                             | dr. Richard Walker                  |                                                                                    |
| 1988.  | Zaposlena djevojka                                  | Jack Trainer                        |                                                                                    |
| 1989.  | Indiana Jones i posljednji križarski rat            | Indiana Jones                       | nominacija za nagradu Saturn                                                       |
| 1990.  | Nedokazana krivnja                                  | Rusty Sabich                        |                                                                                    |
| 1991.  | Henrijev povratak                                   | Henry Turner                        |                                                                                    |
| 1992.  | Patriotske igre                                     | Jack Ryan                           |                                                                                    |
| 1993.  | Young Indiana Jones and the Mystery of the Blues    | Indiana Jones (stariji)             | televizijski film                                                                  |
| 1993.  | Bjegunac                                            | Dr. Richard Kimble                  |                                                                                    |
| 1994.  | Neposredna opasnost                                 | Jack Ryan                           |                                                                                    |
| 1995.  | "Sabrina"                                           | Linus Larrabee                      | nominacija za Zlatni globus                                                        |
| 1997.  | Sjeme zla                                           | Tom O'Meara                         |                                                                                    |
| 1997.  | Air Force One                                       | President James Marshall            | Bambi Award nominacija za MTV Movie Award                                          |
| 1998.  | Šest dana, sedam noći                               | Quinn Harris                        | People's Choice Award                                                              |
| 1999.  | Slučajna avantura                                   | por. William "Dutch" Van Den Broeck | People's Choice Award                                                              |
| 2000.  | Ispod površine                                      | dr. Norman Spencer                  | nominacija za People's Choice Award                                                |
| 2002.  | Tajna podmornice K-19                               | Alexei Vostrikov                    |                                                                                    |
| 2003.  | Hollywoodski murjaci                                | por. Joe Gavilan                    |                                                                                    |
| 2006.  | "Vatrozid" Firewall                                 | Jack Stanfield                      |                                                                                    |
| 2008.  | Indiana Jones i kraljevstvo kristalne lubanje       | Indiana Jones                       | nominacije za People's Choice Award nagradu Saturn                                 |
| 2009.  | Opasni prijelaz                                     | Max Brogan                          |                                                                                    |
| 2010.  | Izvanredne mjere                                    | dr. Robert Stonehill                |                                                                                    |
| 2011.  | Kauboji i izvanzamaljci                             | Woodrow Dolarhyde                   |                                                                                    |
| 2015.  | Zvjezdani ratovi VII: Sila se budi                  | Han Solo                            |                                                                                    |
| 2023.  | Indiana Jones i artefakt sudbine                    | Indiana Jones                       |                                                                                    |